# Farzad Ataee
Farzad Ataee (auch Ataie oder Atayee; * 21. März 1991 in Herat) ist ein afghanischer Fußballspieler. Seit Januar 2017 spielt er beim afghanischen Erstligisten Tofan Harirod.

## Karriere
Zur Saison 2012 wechselte Ataee zur neu gegründeten Afghan Premier League zu Tofan Harirod. In der ersten Saison wurde er nach dem Finalsieg gegen Simorgh Alborz (2:1) mit dem Verein afghanischer Meister. Auch in den folgenden zwei Spielzeiten blieb er im Verein seiner Heimatregion. Zur Saison 2015 wechselte er mit drei weiteren Mannschaftskollegen zum Ligakonkurrenten De Maiwand Atalan. Hier erzielte er auch sein erstes Ligator. Zur nächsten Saison kehrte der Abwehrspieler zu Tofan Harirod zurück.
Im Januar 2017 wechselte Ataee zu Shaheen Asmayee und spielte in beiden Qualifikationsspielen zum AFC Cup 2017 gegen Hosilot FC. Zudem kam er beim Sheikh Kamal International Club Cup im Februar 2017 dreimal zum Einsatz.

## Nationalmannschaft
Ataee debütierte in der A-Nationalmannschaft am 4. Juni 2013 bei der 2:3-Niederlage gegen Tadschikistan. Er wurde in den endgültigen Kader der Nationalmannschaft für die Südasienmeisterschaft 2013 berufen. Hier wurde er als Stammspieler in der Abwehr nach dem 2:0-Finalsieg gegen Indien Südasienmeister. Nach über zwei Jahren Abstinenz wurde Ataee im März 2017 wieder für die Nationalmannschaft nominiert.

## Erfolge
Nationalmannschaft
- Südasienmeister: 2013

Verein
- Afghanischer Meister: 2012